# Måns Jönsson (borgmästare)
Måns Jönsson, död 21 oktober 1603, var en svensk ämbetsman.

## Biografi
Måns Jönsson var köpman i Jönköping. Han var 1578 kämnär vid Jönköpings rådhusrätt. Han blev 12 april 1595 borgmästare i staden. Måns Jönsson avled 1603.

### Familj
Måns Jönsson var gift med Brita Nilsdotter. De fick tillsammans sonen handelsborgmästaren Nils Månsson (1586–1639) i Norrköping.